# Rijksstad Kaisersberg
De rijksstad Kaisersberg (Frans: Ville d'Empire de Kaysersberg) was een tot de Boven-Rijnse Kreits behorende rijksstad binnen het Heilige Roomse Rijk.
In 1227 kocht keizer Frederik II hier van het graafschap Horbourg en de heerlijkheid Rappolstein een kasteeltje, dat strategisch gelegen was aan een Vogezenpas. De burcht Kaysersberg werd gebouwd voor 40 ridders. Voor 1230 werd de nederzetting als stad vermeld. In 1247 kwam het in handen van tegenstanders van de Hohenstaufen en in 1251 werd het verpand aan Rudolf van Habsburg. In 1330 werd Kaisersberg, dat de zetel was van de rijksvoogdij in het Munsterdal en het Weissdal uit financiële nood aan koning Jan van Bohemen verpand.
De gemeente werd door koning Adolf I van Nassau op 18 maart 1293 tot vrije rijksstad verheven. In 1354 bezocht keizer Karel IV de stad, waarbij hij de stad belangrijke privileges verleende. In dat jaar werd op 24 september onder zijn goedkeuring de Tienstedenbond gesloten.
Het Verdrag van Münster van 1648 leverde de stad een onduidelijke status op: enerzijds gaf paragraaf 73 de landvoogdij Haguenau met de daarbij horende rechten over de stad aan Koninkrijk Frankrijk, anderzijds verplichtte Frankrijk zich in paragraaf 87 om de rijksvrije status van de stad te respecteren. In 1674 bezette Lodewijk XIV van Frankrijk echter de rijksstad. Vervolgens werd de stad in het kader van de reunionspolitiek in 1680 door Frankrijk geannexeerd. In de Vrede van Rijswijk van 1697 erkenden de Europese mogendheden de inlijving van de rijksstad.